# Gesamtanlage Altstadt Bietigheim
Die Gesamtanlage Altstadt Bietigheim in Bietigheim-Bissingen im Landkreis Ludwigsburg in Baden-Württemberg besteht aus der 1364 zur Stadt erhobenen Siedlung und schließt in ihrem Zentrum das hochmittelalterliche Dorf mit Burg als Kernsiedlung ein.

## Beschreibung

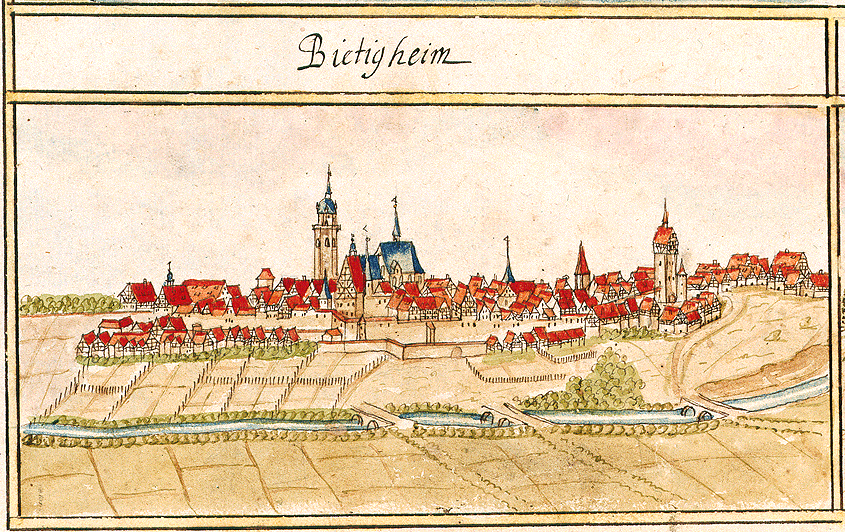
Ansicht von Bietigheim aus den Forstlagerbüchern von Andreas Kieser 1684

Teil der Gesamtanlage sind außerdem die ab dem 15. Jahrhundert entstandenen Vorstädte vor dem Brunnentor und auf dem Krottengraben, ebenso der südliche Teil der im 18. Jahrhundert angelegten Löchgauer Vorstadt. Als nordwestlicher Brückenkopf gegenüber dem damals badischen Besigheim und dem mainzischen Bönnigheim hatten die württembergischen Grafen das Dorf Bietigheim mit den Stuttgarter Stadtrechten ausgestattet. Der Knotenpunkt von zwei wichtigen historischen Straßen erlebte auch durch den Weinbau und den Weinhandel bis zum Dreißigjährigen Krieg eine Blütezeit. Obwohl etwa die Hälfte des Altstadtgebietes von den Stadtbränden des 18. und 19. Jahrhunderts betroffen war, veranschaulichen neben dem Bietigheimer Schloss, dem Hornmoldhaus und dem Rathaus zahlreiche Fachwerkhäuser diese reiche Epoche. Aufgrund dieser Bedeutung ist Bietigheim eine Gesamtanlage gemäß § 19 DSchG, an deren Erhaltung ein besonderes öffentliches Interesse besteht. Gegenstand des Schutzes sind sowohl das innere Ortsbild mit den die Altstadt Bietigheim einschließenden Stadtmauer- und Uferbefestigungsteilen sowie den historischen Straßen, Gassen, Wegen und Plätzen als auch das äußere Ortsbild der Altstadt Bietigheim, wie es sich dem Betrachter von außerhalb der Altstadt darbietet, insbesondere mit der sogenannten „Metterpartie“.
Nach § 19 des Denkmalschutzgesetzes (DSchG) Baden-Württemberg können die Gemeinden seit 1. Januar 1984 Gesamtanlagen durch Satzung unter Denkmalschutz stellen. Davor erfolgte der Schutz durch Verordnung des zuständigen Regierungspräsidiums. Nicht nur einzelne Kulturdenkmale sind hier geschützt, sondern der ganze Orts- bzw. Stadtkern mit seinem historischen Grundriss, den Straßen und Plätzen, Grün- und Freiflächen sowie der Gesamtheit der historischen Bausubstanz, an deren Erhaltung aus wissenschaftlichen, künstlerischen oder heimatgeschichtlichen Gründen ein besonderes öffentliches Interesse besteht. Die Altstadt von Bietigheim ist seit 1982 eine geschützte Gesamtanlage.